# Kosmos 2279
Kosmos 2279, ruski navigacijski i komunikacijski satelit iz programa Kosmos. Vrste je Celina-2.
Lansiran je 26. travnja 1994. godine u 02:14 s kozmodroma Pljesecka u Rusiji. Lansiran je u nisku orbitu oko planeta Zemlje raketom nosačem Kosmos-3M 11K65M. Orbita mu je 956 km u perigeju i 1006 km u apogeju. Orbitna inklinacija mu je 82,95°. Spacetrackov kataloški broj je 23092. COSPARova oznaka je 1994-024-A. Zemlju obilazi u 104,72 minuta. Pri lansiranju bio je mase 825 kg. 

## Vanjske poveznice
- N2YO.com Search Satellite Database
- Celes Trak SATCAT Format Documentation (engl.)
- Kunstman  Arhivirana inačica izvorne stranice od 12. kolovoza 2019. (Wayback Machine) Satellites in Orbit (engl.)